# Cantó de Saint-Pierre-4
El cantó de Saint-Pierre-4 és un cantó de l'illa de la Reunió, regió d'ultramar francesa de l'oceà Índic. Correspon a una fracció de la comuna de Saint-Pierre.

## Història
| Data d'elecció | Identitat       | Partit |
| -------------- | --------------- | ------ |
| 2008 -         | Hermann Rifosta |        |